# HC Tachov
HC Tachov (celým názvem: Hockey Club Tachov) je český klub ledního hokeje, který sídlí v Tachově v Plzeňském kraji. Založen byl v roce 2001. Od sezóny 2018/19 působí v Západočeském krajském přeboru, čtvrté české nejvyšší soutěži ledního hokeje. Klubové barvy jsou červená,modrá a bílá.
V sezóně 2015/16 existovalo v Tachově družstvo ženského ledního hokeje, které bylo přihlášeno do nejvyšší soutěže. Založeno bylo po zániku ženského družstva Plzně. Přiřazeno bylo do Divize A1, ve které tým obsadil třetí místo. Ovšem po jednoroční existenci bylo ženské družstvo zrušeno.
Své domácí zápasy odehrává na zimním stadionu Tachov s kapacitou 1 500 diváků.
Slavní odchovanci: František Klejna – reprezentace ČR, Barbora Hrůšová – reprezentace ČR, Filip Krasanovský Extraliga Slovensko

## Přehled ligové účasti

### Umístění mužů
Stručný přehled
Zdroj:
- 2005–2006: Plzeňský krajský přebor (4. ligová úroveň v České republice)
- 2007–2008: Plzeňský krajský přebor (4. ligová úroveň v České republice)
- 2010–2011: Karlovarská krajská soutěž – sk. B (5. ligová úroveň v České republice)
- 2012–2016: Plzeňská krajská soutěž – sk. A (5. ligová úroveň v České republice)
- 2016–2018: Plzeňská krajská liga (4. ligová úroveň v České republice)
- 2018– : Západočeský krajský přebor (4. ligová úroveň v České republice)

Jednotlivé ročníky
Zdroj:
Legenda: ZČ - základní část, červené podbarvení - sestup, zelené podbarvení - postup, fialové podbarvení - reorganizace, změna skupiny či soutěže
| Česko (2005 – ) |                                    |           |           |                                       |                       |
| Sezóny          | Soutěž                             | Úroveň    | ZČ        | Play-off, nadstavba, sk. o udržení... | Poznámky              |
| 2005/06         | Plzeňský krajský přebor            | 4. úroveň | 8. místo  |                                       | Odhlášení ze soutěže  |
| ...             |                                    |           |           |                                       |                       |
| 2007/08         | Plzeňský krajský přebor            | 4. úroveň | 8. místo  |                                       | Odhlášení ze soutěže  |
| ...             |                                    |           |           |                                       |                       |
| 2010/11         | Karlovarská krajská soutěž – sk. B | 5. úroveň | 2. místo  |                                       | Odstoupení ze soutěže |
| ...             |                                    |           |           |                                       |                       |
| 2012/13         | Plzeňská krajská soutěž – sk. A    | 5. úroveň | 2. místo  | Semifinále                            |                       |
| 2013/14         | Plzeňská krajská soutěž – sk. A    | 5. úroveň | 1. místo  | Finále                                |                       |
| 2014/15         | Plzeňská krajská soutěž – sk. A    | 5. úroveň | 1. místo  | Vítěz                                 |                       |
| 2015/16         | Plzeňská krajská soutěž – sk. A    | 5. úroveň | 4. místo  | Vítěz                                 | Postup                |
| 2016/17         | Plzeňská krajská liga              | 4. úroveň | 6. místo  | Čtvrtfinále                           |                       |
| 2017/18         | Plzeňská krajská liga              | 4. úroveň | 7. místo  |                                       | Reorganizace          |
| 2018/19         | Západočeský krajský přebor         | 4. úroveň | 11. místo | Zápas o 5. místo, PL divize (prohra)  |                       |
| 2019/20         | Západočeský krajský přebor         | 4. úroveň |           |                                       |                       |

### Umístění žen
Stručný přehled
Zdroj:
- 2015–2016: 1. liga - divize A1 (1. ligová úroveň v České republice)

Jednotlivé ročníky
Zdroj:
Legenda: ZČ - základní část, červené podbarvení - sestup, zelené podbarvení - postup, fialové podbarvení - reorganizace, změna skupiny či soutěže
| Česko (2015 – 2016) |                     |           |          |                                       |                          |
| Sezóny              | Soutěž              | Úroveň    | ZČ       | Play-off, nadstavba, sk. o udržení... | Poznámky                 |
| 2015/16             | 1. liga - divize A1 | 1. úroveň | 3. místo |                                       | Po sezóně zánik družstva |